# Пролог (часть произведения)
Проло́г (др.-греч. πρό-λογος — предисловие, от др.-греч. πρό — впереди, перед + др.-греч. λόγος — слово, речь) — в театральной пьесе вводная часть, введение, предисловие.

## В древнегреческой трагедии
В древнегреческой трагедии так именовалась часть пьесы, предшествовавшая первой песне хора, пароду.
Прологи Эсхила и Софокла прямо указывают на то положение действующих лиц, развитие которого является содержанием драмы. Они органически входят в действие и соединяют в себе все условия драмы как по отношениям и настроениям лиц, участвующих в них, так и по форме изложения (обыкновенно — диалог). У Еврипида в прологе даётся сухое и холодное изложение событий, предшествующих началу драматического действия, а иногда и указание на развязку пьесы. Форма изложения в прологах Еврипида по большей части монологическая и притом от лица какого-нибудь божества.

## В древнеримской комедии
В древнеримской комедии пролог представлял собой более или менее подробное изложение сюжета, точки его отправления и развития. Нередко сюда же присоединялась просьба к зрителям о ласковом приеме актёров. Во время Теренция основанием пролога служило воззвание о милостивом внимании к автору, или к распорядителю спектакля, или к тому и другому вместе. Здесь помещались и нападки на литературных противников поэта. Дошедшие до нас прологи комедий Плавта ему не принадлежат: они написаны для посмертных представлений и отличаются многословием и бессодержательностью.

## В средневековой мистерии
В средневековой мистерии пролог переходил в проповедь или молитву.
Пролог одной пьесы-моралите начала XVI века сообщает, как автор, перенесённый в преддверие ада, подслушал разговор Сатаны с Люцифером о средствах соблазнить людей; его пьеса становится разоблачением происков нечистого.

## Европейская драматургия нового времени
У англичан название пролога носил иногда актёр, который, выходя на авансцену перед опущенным занавесом, произносил монолог в виде личного обращения к зрителям. У Шекспира в роли пролога выступает то хор, то (в «Генрихе IV») «молва», вся покрытая нарисованными языками.
Характер монолога имеют также прологи Мольера к «Амфитриону» и «Мнимому больному», Расина — к «Эсфири» («Пролог» — Piété) и т. д.
Но уже у итальянских комедиантов пролог появляется в виде сцены, например между директором театра и актёром: прием, употребленный Гёте в одном из прологов к «Фаусту». Под пером Гёте и Шиллера (пролог к «Лагерю Валленштейна») пролог становится содержательной и интересной в теоретическом отношении формой. Поэт то переносит зрителя с помощью пролога в ту атмосферу, в которой развивается интрига драмы, то приводит её в связь с высшими началами, правящими жизнью, и тем сообщает личной драме широкий, универсальный смысл. Таковы пролог на небе к «Фаусту», пролог «Дон-Жуана» Алексея Толстого: они не столько подготавливают будущие события, сколько освещают их, раздвигают сцену, перенося мысль зрителя от реального мира, изображённого здесь, к его сверхчувственным основам.

## В литературе
Как подражание драме также и в эпических произведениях (больших поэмах и романах) вступительная часть, рассказывающая о событиях, предшествовавших началу главного произведения, называется прологом.